# Hans Hollein
Hans Hollein (Viena, 30 de Março de 1934 — Viena, 24 de abril de 2014) foi um arquitecto austríaco.
Em 1985 recebeu o prémio Pritzker, o prémio mais conceituado de Arquitectura.